# 因纽维克地区

因纽维克专区在西北地区的位置

因纽维克专区（Inuvik Region）是加拿大西北地区五个行政专区之一。因纽维克专区包含8个社区，专区办公室设在因纽维克。大部分社区处在波弗特海地区，主要居民以原住民族因纽特人和哥威迅人为主。

## 社区
- 阿克拉维克(Aklavik)(村镇)
- 麦克弗森堡(Fort McPherson)(村镇)
- 因纽维克(Inuvik)(镇)
- 波拉图克(Paulatuk)(村镇)
- 萨克斯港(Sachs Harbour)(村镇)
- 图克托亚图克(Tuktoyaktuk)(村镇)